# 柚木道義
柚木 道義（ゆのき みちよし、1972年5月28日 - ）は、日本の政治家。立憲民主党所属の衆議院議員（7期）、立憲民主党岡山県連代表。財務大臣政務官（野田第3次改造内閣）、民主党・民進党国会対策副委員長、同岡山県連代表を歴任した。

## 来歴
岡山県倉敷市生まれ。倉敷市立上成小学校、金光学園中学校・高等学校、岡山大学文学部哲学科心理学・社会心理学コース卒業。学士（文学）の学位を取得。大学では美学を専攻した。大学卒業後、1年浪人して有隣堂に入社。2002年、参議院議員・江田五月の秘書試験に合格すると同時に、民主党の候補者公募に合格。
2003年の第43回衆議院議員総選挙に岡山4区から民主党公認で立候補したが、自由民主党の橋本龍太郎元内閣総理大臣に敗れ、落選した。

### 衆議院議員
2005年9月11日の第44回衆議院議員総選挙に再度岡山4区から立候補し、父・橋本龍太郎の地盤を引き継いで立候補した自民党の橋本岳を破り初当選（橋本も比例復活により初当選）。同年9月12日、民主党代表の岡田克也が、総選挙大敗の責任をとり辞任を表明。岡田の辞任に伴う代表選挙（9月17日実施）では菅直人の推薦人に名を連ねた。
2006年3月31日、民主党代表の前原誠司が、堀江メール問題の責任をとり辞任を表明。前原の辞任に伴う代表選挙（4月7日実施）では菅直人の推薦人に名を連ねた。
2009年の第45回衆議院議員総選挙では、橋本に比例復活を許さず岡山4区で再選。
2011年8月26日、菅直人首相が民主党代表辞任を正式に表明。菅の辞任に伴う代表選挙（8月29日実施）では前原誠司の推薦人に名を連ねた。
2012年10月2日、野田第3次改造内閣で財務大臣政務官（所掌は予算編成、財政投融資、国債、国有財産管理、政策金融）に任命された。同年12月の第46回衆議院議員総選挙では、岡山4区で自民党の橋本岳に敗れたが、重複立候補していた比例中国ブロックで復活し、3選。同年10月3日、政務官任命の翌日に岡山県歯科医師連盟より500万円の寄付を受ける。
2014年の第47回衆議院議員総選挙では、岡山4区で橋本に再度敗れるも、重複立候補していた比例中国ブロックで復活し、4選。
2016年3月27日、民主党と維新の党が合流して結成された民進党に参加した。
2017年10月、第48回衆議院議員総選挙直前に民進党から安保法制賛成の立場の小池百合子が結成した希望の党に入党した。同党の公認として岡山4区で落選し比例で復活当選。
2018年5月7日、民進党と希望の党の合流により結党された国民民主党に参加した。
同年8月22日、野党結集に対する党との路線の違いを批判し、離党届を提出するが受理されず「代表選挙告示・立候補受付開始の直前に行われた行為は党の名誉・信頼を傷つけ、党の結束を乱す背信行為」として、国民民主党を除籍（除名）処分となった。
2019年7月26日、同じく国民民主党を除名された山井和則と共に立憲民主党会派に参加した。
2020年8月21日、日本共産党岡山県委員会は、次期衆院選の岡山4区に党職員の垣内雄一を擁立すると発表した。同年9月、柚木は（新）立憲民主党の結党に参加。
2021年10月13日、日本共産党は衆院選に向け、立憲民主党と競合する22の選挙区で候補者を取り下げる方針を発表。その中には岡山4区も含まれ、垣内は立候補を見送り、野党一本化が実現した。社民党県連合も柚木の推薦を決定。10月31日の第49回衆議院議員総選挙では橋本に敗れるも、前回より差を詰め、再び比例復活により6選。枝野幸男代表の辞任に伴う代表選挙（11月30日実施）では逢坂誠二の推薦人に名を連ねた。
2022年3月19日、立憲民主党岡山県連第2代代表に就任。
2022年12月28日に改正公職選挙法が施行されるのに伴い、12月13日の立憲民主党の常任幹事会で、次期衆院選において岡山4区からの出馬が内定した。
2024年9月23日に実施された代表選挙では枝野幸男の推薦人に名を連ねた。同年10月27日の第50回衆議院議員総選挙では橋本に勝利し、比例復活も許さず7選、

## 政策・主張
- アベノミクスを評価しない[31]。
- 原発は日本に必要ない[31]。
- 村山談話・河野談話を見直すべきではない[31]。
- 特定秘密保護法は日本に必要ない[31]。
- カジノ解禁に反対[31]。
- 永住外国人への地方選挙権付与にどちらかと言えば賛成[32]。
- 選択的夫婦別姓制度の導入に賛成[33][34]。

### 平和安全法制に対する姿勢の変遷
2014年衆院選においては、集団的自衛権の行使容認や憲法9条の改正に反対と回答し、2015年の安保法制の衆院採決の際に辻元清美、大串博志、宮崎岳志、泉健太らとプラカードを掲げて採決を批判するなど、反対派の急先鋒であった。しかし、2017年の第48回衆議院議員総選挙に際しては希望の党に入党。自らを日米同盟深化論者とした上で、安保法制成立時からの「フェーズの変化」や「弟が自衛官であること」などを理由に安保法制容認を示唆した。ところが、選挙戦最中に小池百合子代表に批判が集まると「安倍9条改憲は危険!」のビラを配布するなど再び主張を変遷させた.。
その他
- 2010年1月、政治資金規正法違反の罪に問われた石川知裕衆議院議員の逮捕を受け、石川の同期である民主党所属の衆議院議員で結成された石川知裕代議士の逮捕を考える会に参加。
- 厚生労働部門会議高齢者医療制度改革ワーキングチームの主査、民主党メディカル・イノベーション小委員会副委員長等を務めた[39]。
- 2013年10月、超党派による「新しい社会保障制度を確立し、世代間格差を是正するための研究会」を発足させ、自ら共同代表に就任した[40]。持続可能な社会保障制度のあり方について共通理解を深めるとしている[40]。

## 人物
- 趣味はスポーツ全般（特にテニス、野球）、音楽[41]。

## 不祥事

### 公職選挙法違反疑惑
母校である岡山県内の私立中高一貫校（金光学園）の同窓会名簿に名刺広告を掲載したとして2016年1月、刑事告発された。さらに4月5日に岡山地検が公職選挙法違反容疑で柚木氏の事務所関係者を任意で事情聴取していたことが分かった。地検は掲載経緯や違法性の認識などについて確認を求めたとみられる。

### 虚偽情報の拡散と謝罪
Buzzfeedによると、2019年4月に池袋暴走事故を起こした飯塚幸三について、「息子は、安倍首相の秘書」とした匿名個人ブログの虚偽情報をツイッターで拡散した。Buzzfeedはこのような情報の拡散について、「誹謗中傷に当たるおそれもある。注意が必要だ」と指摘している。

## 選挙歴
| 当落 | 選挙                   | 執行日         | 年齢 | 選挙区      | 政党       | 得票数     | 得票率 | 定数 | 得票順位 /候補者数 | 政党内比例順位 /政党当選者数 |
| ---- | ---------------------- | -------------- | ---- | ----------- | ---------- | ---------- | ------ | ---- | ------------------ | ---------------------------- |
| 落   | 第43回衆議院議員総選挙 | 2003年11月09日 | 31   | 岡山県第4区 | 民主党     | 6万6199票  | 35.74% | 1    | 2/3                | 8/4                          |
| 当   | 第44回衆議院議員総選挙 | 2005年09月11日 | 33   | 岡山県第4区 | 民主党     | 10万2370票 | 47.43% | 1    | 1/3                | /                            |
| 当   | 第45回衆議院議員総選挙 | 2009年08月30日 | 37   | 岡山県第4区 | 民主党     | 13万4319票 | 57.03% | 1    | 1/3                | /                            |
| 比当 | 第46回衆議院議員総選挙 | 2012年12月16日 | 40   | 岡山県第4区 | 民主党     | 6万4293票  | 32.74% | 1    | 2/4                | 1/2                          |
| 比当 | 第47回衆議院議員総選挙 | 2014年12月14日 | 42   | 岡山県第4区 | 民主党     | 7万5338票  | 41.82% | 1    | 2/3                | 1/2                          |
| 比当 | 第48回衆議院議員総選挙 | 2017年10月22日 | 45   | 岡山県第4区 | 希望の党   | 7万2280票  | 40.30% | 1    | 2/3                | 1/2                          |
| 比当 | 第49回衆議院議員総選挙 | 2021年10月31日 | 49   | 岡山県第4区 | 立憲民主党 | 8万3859票  | 46.83% | 1    | 2/3                | 1/2                          |
| 当   | 第50回衆議院議員総選挙 | 2024年10月27日 | 52   | 岡山県第4区 | 立憲民主党 | 8万9149票  | 50.31% | 1    | 1/3                | /                            |

## 所属団体・議員連盟
- イクメン議員連盟（発起人／共同座長）
- 新しい社会保障制度を確立し、世代間格差を是正するための研究会（共同代表）[40]
- 歯科医療議員連盟（副会長）
- 医療費の適正化を考える議員連盟（幹事）
- 政治分野における女性の参画と活躍を推進する議員連盟（事務局次長）[44]
- アムネスティ議員連盟
- 石川知裕代議士の逮捕を考える会

## 著書
- 『ぼくたち40代が幸せに生きるためにやるべきこと』（かんき出版、2012年5月18日発行）ISBN 978-4-761-26839-8